# الحرب الأهلية الكولومبية (1860-1862)
بدأت الحرب الأهلية الكولومبية في 8 مايو عام 1860 واستمرت حتى نوفمبر لعام 1862. كان نزاعًا داخليًا بين الاتحاد الكونفدرالي الغرناطي المحافظ الذي تشكل حديثًا وقوة متمردة أكثر ليبرالية من منطقة كاوكا المنفصلة حديثًا، والتي تتألف من سياسيين غير راضين بقيادة الجنرال توماس سيبريانو دي موسكيرا، رئيسها السابق. خسر الاتحاد الكونفدرالي الغرناطي، الذي أنشأه ماريانو أوسبينا رودريغيز قبل بضع سنوات في عام 1858، في العاصمة بوغوتا، مع عزل موسكيرا الرئيس المنتخب حديثًا بارتولومي كالفو في 18 يوليو 1861. شكل موسكيرا حكومة مؤقتة، وعين نفسه رئيسًا، وواصل تعقب القوى المحافظة حتى هزيمتها النهائية في عام 1862. وكان لتشكيل الولايات المتحدة الكولومبية الجديدة عواقب ثقافية واقتصادية كبيرة على كولومبيا.

## خلفية
تشكل الاتحاد الكونفدرالي الغرناطي في عام 1858 من جمهورية غرناطة الجديدة، ومع ذلك، خلال السنوات القليلة الماضية من الجمهورية السابقة، كانت هناك دعوة لمزيد من الاستقلال الذاتي من مختلف الدول الأعضاء في كولومبيا، مثل أزويرو، ومقاطعة شيريكي، وبنما وفيراغواس. من أجل إرضاء الدول الأعضاء وتجنب تكرار الأخطاء السابقة التي أدت إلى مغادرة فنزويلا والإكوادور الاتحاد السابق أثناء تشكيل الاتحاد الكونفدرالي الغرناطي، أنشأت الحكومة المركزية عددًا من الدول ذات السيادة من مناطق مختلفة من كولومبيا.
أصبحت مقاطعة أنتيوكيا دولة أنتيوكيا ذات السيادة، وتضمنت دولة سانتاندير ذات السيادة مقاطعات سوكورو وبامبلونا، في 13 مايو 1857. تضمنت دولة بوليفار ذات السيادة مقاطعة كارتاخينا، وتضمنت دولة بوياكا ذات السيادة مقاطعات تونجا، وتونداما، وكازاناري، وكانتونات تشيكوينكورا وفيليز، وتضمنت دولة كاوكا ذات السيادة مقاطعات بوينافينتورا وتشوكو وباستو وبوبايان ومنطقة كاكيتا، وتضمنت دولة كونديناماركا ذات السيادة مقاطعة ماريكيتا، وبوغوتا، ونيفا، ودولة توليما ذات السيادة، وأخيراً دولة ماغدالينا ذات السيادة، والتي تضمنت مقاطعات إل بانكو، وباديلا، وسانتا مارتا، وتينيريفي، وفالدوبار.
وهكذا، بحلول وقت تشكيل الاتحاد الكونفدرالي الغرناطي، كانت كولومبيا تتكون من عدد من الدول ذات السيادة، يحكمها كونغرس كولومبيا. على الرغم من إنشاء هذه الدول، أصبحت الحكومة بقيادة ماريانو أوسبينا رودريغيز مركزية، على عكس رغبات الدول التي أرادت المزيد من السلطة والحكم الذاتي، مما أدى إلى زيادة التوترات بين مستويي الحكومة.
في 8 أبريل 1859، منح مؤتمر الاتحاد الكونفدرالي الغرناطي للرئيس سلطة عزل حكام الدول الأعضاء، وفي 10 مايو 1859، أصدر قانونًا ثانيًا سمح للرئيس بالسيطرة المباشرة على الموارد والحكومات من الدول الأعضاء من خلال إنشاء عدد من الدوائر الإدارية. من بين الكثيرين الذين أغضبتهم هذه القوانين، كان زعيم حزب غرناطة الليبرالي المحبوب والشعبي، توماس سيبريانو دي موسكويرا، الذي ندد بالقوانين ووصفها بأنها غير دستورية وحشد الدعم الليبرالي. في 8 مايو 1860، أعلن المدير الأعلى للحرب موسكيرا المعين حديثًا أن دولة كاوكا ذات السيادة دولة منفصلة عن الاتحاد الكونفدرالي الغرناطي واندلعت الحرب الأهلية.